# IC 4629
IC 4629 — галактика типу NF (в процесі підтвердження) у сузір'ї Змієносець.
Цей об'єкт міститься в оригінальній редакції індексного каталогу.